# Саундтрек Grand Theft Auto IV
Музыка из игры Grand Theft Auto IV. Как и в других играх серии, основная часть саундтрека состоит из внутриигровых радиостанций — в GTA IV их 18. Кроме того, некоторые музыкальные композиции, не попавшие на радио, звучат в помещениях. Заглавную музыкальную тему под названием Soviet Connection написал Майкл Хантер (англ. Michael Hunter) специально для игры. Он же написал музыкальные заставки для новостей Weazel News на радио и передач на игровом телевидении.
В последующих дополнениях к игре были и дополнения к саундтреку (см. The Lost and Damned и The Ballad of Gay Tony).
26 апреля 2018 года, во время 10-летнего юбилея GTA IV, из игры были удалены некоторые композиции, на использование которых у Rockstar Games истекли права. В частности, был полностью изменён репертуар радиостанции Vladivostok FM.

## Радиостанции

### ElectroChoc
- DJ/Ведущий: Франсуа Кей (фр. François K)
- Жанр: электро-хаус

Трек-лист:
- Boys Noize — «& Down» (2007)
- Padded Cell — «Signal Failure» (2005)
- Black Devil Disco Club — «The Devil in Us (Dub)» (2006)
- One + One — «No Pressure (Deadmau5 Remix)» (2007)
- Alex Gopher — «Brain Leech (Bugged Mind remix)» (2006)
- K.I.M. — «B.T.T.T.T.R.Y. (Bag Raiders Remix)» (2007)
- Simian Mobile Disco — «Tits and Acid» (2006)
- Nitzer Ebb — «Let Your Body Learn» (1986)
- Kavinsky — «Testarossa (Sebastian Remix)» (2007)
- Chris Lake vs. Deadmau5 — «I Thought Inside Out (Original Mix)» (2007)
- Justice — «Waters of Nazareth» (2005)
- Killing Joke — «Turn to Red» (1979)
- Playgroup — «Make it Happen» (2000)
- Liquid Liquid — «Optimo» (1983)

Резюме: Клубная танцевальная радиостанция. Ведущим является Франсуа Кей — французский диджей армянского происхождения.

### Fusion FM
- DJ/Ведущий: Рой Айерс (англ. Roy Ayers)
- Жанр: фанк, джаз-фьюжн

Трек-лист:
- David McCallum — «The Edge» (1967)
- Roy Ayers — «Funk in the Hole» (2005)
- Gong — «Heavy Tune» (1978)
- David Axelrod — «Holy Thursday» (1968)
- Grover Washington, Jr. — «Knucklehead» (1975)
- Aleksander Maliszewski — «Pokusa» (1975)
- Ryo Kawasaki — «Raisins» (1976)
- Marc Moulin — «Stomp» (1974)
- Billy Cobham — «Stratus» (1973)
- Tom Scott & The L.A. Express — «Sneakin' in The Back» (1974)

Резюме: Джаз-фьюжн-радиостанция. Ведущий — американский композитор Рой Айерс.

### International Funk 99 (IF99)
- DJ/Ведущий: Феми Кути[англ.] (англ. Femi Kuti)
- Жанр: фанк, афробит

Трек-лист:
- Lonnie Liston Smith — «A Chance for Peace» (1975)
- War — «Galaxy» (1977)
- The O'Jays — «Give The People What They Want» (1975)
- Gil Scott-Heron — «Home is Where The Hatred Is» (1971) *
- The Meters — «Just Kissed My Baby» (1974)
- Mandrill — «Livin' It Up» (1975)
- Manu Dibango — «New Bell» (1972)
- Fela Kuti — «Sorrow, Tears & Blood» (1977)
- Femi Kuti — «Truth Don Die» (1998)
- Creative Source — «Who Is He And What Is He To You» (1974)
- Hummingbird — «You Can’t Hide Love» (1977)
- Fela Kuti — «Zombie» (1977)

* — отмечены музыкальные композиции удалённые из игры из-за истёкшей лицензии
Резюме: IF99 — интернациональная фанк-радиостанция. Ведущий — Феми Кути, старший сын африканского исполнителя Фела Кути (англ. Fela Kuti), который считается основателем афробита.
В Либерти-Сити из Grand Theft Auto III есть билборд с изображением станции Libertysoul.fm. Хоть эта станция в игре недоступна, IF99 имеет похожий логотип.

### Jazz Nation Radio 108.5 (JNR)
- DJ/Ведущий: Рой Хейнс (англ. Roy Haynes)
- Жанр: джаз

Трек-лист:
- Count Basie — «April in Paris» (1955)
- John Coltrane — «Giant Steps» (1960)
- Chet Baker — «Let’s Get Lost» (1964)
- Art Blakey and The Jazz Messengers — «Moanin'» (1958)
- Miles Davis — «Move» (1958)
- Charlie Parker — «Night and Day» (1957)
- Roy Haynes — «Snap Crackle» (1962)
- Sonny Rollins — «St. Thomas» (1956)
- Duke Ellington — «Take the 'A' Train» (1941)
- Dizzy Gillespie — «Whisper Not» (1957)

Резюме: Радиостанция с классическими джазовыми композициями, ведущий — джазовый музыкант Рой Хайнес.

### K109: The Studio
- DJ/Ведущий: Карл Лагерфельд
- Жанр: диско, электронная музыка

Трек-лист:
- Peter Brown — «Burning Love Breakdown» (1977)
- Tamiko Jones — «Can’t Live Without Your Love» (1979) *
- Gino Soccio — «Dancer» (1979)
- Suzy Q — «Get On Up And Do It Again» (1981)
- Electrik Funk — «On A Journey» (1982)
- Don Ray — «Standing In The Rain» (1978)
- Cerrone — «Supernature» (1977)
- Rainbow Brown — «Till You Surrender» (1981)
- Harry Thumann — «Underwater» (1979)
- Skatt Brothers — «Walk The Night» (1979)

* — отмечены музыкальные композиции удалённые из игры из-за истёкшей лицензии
Резюме: Диско-радиостанция, ведущий — немецкий модельер Карл Лагерфельд.

### L.C.H.C. (Liberty City Hardcore)
- DJ/Ведущий: Джимми Гестапо[англ.] (англ. Jimmy Gestapo)
- Жанр: хардкор

Трек-лист:
- Murphy’s Law — «A Day in the Life» (1986)
- Maximum Penalty — «All Your Boyz» (2006)
- Underdog — «Back to Back» (1989)
- Leeway — «Enforcer» (1988) *
- Sick of It All — «Injustice System» (1989)
- Cro-Mags — «It’s The Limit» (1985) *
- Sheer Terror — «Just Can’t Hate Enough» (1989)
- Bad Brains — «Right Brigade» (1982)
- Killing Time — «Tell Tale» (1989)
- Agnostic Front — «Victim in Pain» (1984)

* — отмечены музыкальные композиции удалённые из игры из-за истёкшей лицензии
Резюме: в эфире звучат классические панк-рок- и хардкор-композиции. Ведёт радиостанцию Джимми Гестапо, вокалист группы Murphy’s Law.

### Liberty Rock Radio 97.8
- DJ/Ведущий: Игги Поп (англ. Iggy Pop)
- Жанр: рок

Трек-лист:
- The Smashing Pumpkins — «1979» (1996) *
- Steve Marriott’s Scrubbers — «Cocaine» (1996)
- Godley & Creme — «Cry» (1985)
- The Sisters of Mercy — «Dominion» (1988)
- Stevie Nicks — «Edge of Seventeen» (1982) *
- Electric Light Orchestra — «Evil Woman» (1975) *
- David Bowie — «Fascination» (1975) *
- Q Lazzarus — «Goodbye Horses» (1988)
- Black Sabbath — «Heaven and Hell» (1980) *
- Bob Seger & The Silver Bullet Band — «Her Strut» (1980)
- The Stooges — «I Wanna Be Your Dog» (1969)
- Thin Lizzy — «Jailbreak» (1976)
- Genesis — «Mama» (1983)
- Hello — «New York Groove» (1975)
- Queen — «One Vision» (1985)
- The Black Crowes — «Remedy» (1992)
- Joe Walsh — «Rocky Mountain Way» (1973)
- The Who — «The Seeker» (1970)
- Elton John — «Street Kids» (1975)
- Heart — «Straight On» (1978)
- ZZ Top — «Thug» (1983)
- R.E.M. — «Turn You Inside Out» (1988)

* — отмечены музыкальные композиции удалённые из игры из-за истёкшей лицензии
Резюме: Liberty Rock Radio — одна из самых популярных радиостанций Либерти Сити. Ведущий — популярный музыкант Игги Поп — рассказывает о своих былых временах.

### Massive B
- DJ/Ведущий: Бобби Кондерс (англ. Bobby Konders)
- Жанр: дэнсхолл

Трек-лист:
- Burro Banton — «Badder Den Dem» (2007)
- Choppa Chop — «Set It Off» (2007)
- Mavado — «Real McKoy» (2007)
- Jabba — «Raise It Up» (2007)
- Bunji Garlin — «Brrrt» (2006)
- Richie Spice — «Youth Dem Cold» (2007)
- Chuck Fenda — «All About Da Weed» (2008)
- Chezidek — «Call Pon Dem» (2006)
- Mavado — «Last Night» (2007)
- Spragga Benz — «Da Order» (2008)
- Bounty Killer — «Bullet Proof Skin» (2007)
- Shaggy — «Church Heathen» (2007)
- Munga — «No Fraid A» (2008)
- Buju Banton — «Driver» (2008)

Резюме: Ямайская дэнсхолл-радиостанция. Ведущий — диджей и продюсер Бобби Кондерс.

### Radio Broker
- DJ/Ведущий: Джульетт Льюис (англ. Juliette Lewis)
- Жанр: альтернативный рок

Трек-лист:
- The Boggs — «Arm in Arm (Shy Child Mix)»
- Cheeseburger — «Cocaine»
- Get Shakes — «Disneyland, Pt 1»
- LCD Soundsystem — «Get Innocuous!»
- The Prairie Cartel — «Homicide» *
- Juliette and the Licks — «Inside the Cage (David Gilmour Girls remix)»
- Unkle feat. The Duke Spirit — «Mayday»
- The Rapture — «No Sex for Ben»
- Tom Vek — «One Horse Race»
- Teenager — «Pony»
- Les Savy Fav — «Raging in the Plague Age»
- White Light Parade — «Riot in the City»
- Deluka — «Sleep Is Impossible»
- The Black Keys — «Strange Times»
- The Pistolas — «Take It with a Kiss»
- Ralph Myerz — «The Teacher» *
- Greenskeepers — «Vagabond»
- Whitey — «Wrap it Up»
- !!! — «Yadnus (Still Going to the Roadhouse mix)»

* — отмечены музыкальные композиции удалённые из игры из-за истёкшей лицензии
Резюме: Хипстерская радиостанция, играющая современный рок. Ведущей является актриса («Мыс страха») и музыкант Джульетт Льюис, лидер группы Juliette and the Licks.

### San Juan Sounds
- DJ/Ведущий: Дэдди Янки (англ. Daddy Yankee)
- Жанр: реггетон (латинская музыка)

Трек-лист:
- Calle 13 — «Atrévete-te-te»
- Daddy Yankee — «Impacto»
- Hector El Father — «Maldades»
- Voltio feat. Jowell & Randy — «Pónmela»
- Don Omar — «Salio El Sol»
- Wisin & Yandel — «Sexy Movimiento»
- Tito el Bambino — «Siente El Boom (Remix)»
- Angel y Khriz — «Ven Báilalo» *

* — отмечены музыкальные композиции удалённые из игры из-за истёкшей лицензии
Резюме: Испаноязычная пуэрто-риканская радиостанция. Радио ведёт пуэрто-риканский певец Дэдди Янки.

### The Beat 102.7
- DJ/Ведущий: Мистер Си (англ. DJ Mister Cee), «Злой гений» DJ Зелёный фонарь[англ.] (англ. The Evil Genius DJ Green Lantern)
- Жанр: современный хип-хоп

Трек-лист:
- Styles P — «What’s The Problem»
- Uncle Murda — «Anybody Can Get It»
- Qadir — «Nickname»
- Busta Rhymes — «Where’s My Money»
- Maino — «Getaway Driver»
- Red Cafe — «Stick’m»
- Tru Life — «Wet 'Em Up»
- Johnny Polygon — «Price on Your Head»
- Swizz Beatz — «Top Down»
- Nas — «War is Necessary»
- Kanye West feat. Dwele — «Flashing Lights»
- Joell Ortiz feat. Jadakiss & Saigon — «Hip Hop (Remix)»
- Fat Joe feat. Lil Wayne — «Crackhouse» *
- Mobb Deep feat. Havoc & Prodigy from H.N.I.C. Part 2 Sessions — «Dirty New Yorker D»
- Ghostface Killah feat. Kid Capri — «We Celebrate»
- Styles P feat. Sheek Louch & Jadakiss — «Blow Your Mind (Remix)»
- Papoose — «Stylin'» *

* — отмечены музыкальные композиции удалённые из игры из-за истёкшей лицензии
Резюме: На радио звучит современная рэп-музыка. Большинство исполнителей представляют нью-йоркскую сцену.

### The Classics 104.1
- DJ/Ведущий: DJ Premier
- Жанр: хип-хоп старой школы

Трек-лист:
- Group Home — «Supa Star»
- Brand Nubian — «All for one» *
- Special Ed — «I Got It Made»
- Jeru the Damaja — «D. Original»
- Marley Marl feat. Craig G — «Droppin' Science» *
- MC Lyte — «Cha Cha Cha»
- Audio 2 — «Top Billin'»
- Stetsasonic — «Go Stetsa»
- T. La Rock & Jazzy Jay — «It’s Yours»
- Gang Starr — «Who’s Gonna Take the Weight»
- Main Source — «Live at the Barbeque»

* — отмечены музыкальные композиции удалённые из игры из-за истёкшей лицензии
Резюме: Хип-хоп второй половины 80-х — первой половины 90-х годов. Ведущий — DJ Premier, игравший в группе Gang Starr.

### The Journey
- DJ/Ведущий: компьютер
- Жанр: эмбиент/чил-аут

Трек-лист:
- Global Communication — «5:23 (Maiden Voyage)»
- Terry Riley — «A Rainbow in Curved Air» *
- Steve Roach — «Arrival»
- Michael Shrieve — «Communique 'Approach Spiral'» *
- Jean Michel Jarre — «Oxygène, Pt 4»
- Philip Glass — «Pruit Igoe»
- Tangerine Dream — «Remote Viewing»
- Aphex Twin — «Selected Ambient Works Vol. 2 CD2 TRK5»
- Ray Lynch — «The Oh of Pleasure»

* — отмечены музыкальные композиции удалённые из игры из-за истёкшей лицензии
Резюме: Эмбиент-радиостанция. Диджеем выступает компьютер, говорящий синтезированным женским голосом. Во время эфира компьютер делится своими «философскими» измышлениями.

### The Vibe 98.8
- DJ/Ведущий: Вон Харпер[англ.] (англ. Vaughn Harper)
- Жанр: соул/ритм-н-блюз

Трек-лист:
- Ne-Yo — «Because of You»
- R. Kelly — «Bump N' Grind»
- Mtume — «C.O.D. (I’ll Deliver)» *
- Alexander O'Neal — «Criticize»
- Ramp — «Daylight»
- Isley Brothers — «Footsteps in the Dark»
- Jodeci — «Freek’n You»
- Lloyd — «Get It Shawty»
- Jill Scott — «Golden»
- Loose Ends — «Hangin' On A String»
- Freddie Jackson — «Have You Ever Loved Somebody»
- Dru Hill — «In My Bed (So So Def remix)»
- Marvin Gaye — «Inner City Blues (Make Me Wanna Holler)»
- Minnie Riperton — «Inside My Love»
- Barry White — «It’s Only Love Doing It’s Thing»
- C.J. — «I Want You»
- S.O.S. Band — «Just Be Good To Me»
- Ginuwine — «Pony»
- Raheem DeVaughn — «You»

* — отмечены музыкальные композиции удалённые из игры из-за истёкшей лицензии
Резюме: На радио звучит соул и ритм-н-блюз из различных эпох вплоть до 70-х. Ведущий — музыкант Вон Харпер.

### Tuff Gong
- DJ/Ведущий: Карл Брэдшоу (англ. Carl Bradshaw)
- Жанр: регги/даб

Трек-лист:
- Stephen Marley — «Chase Dem»
- Bob Marley and The Wailers — «Concrete Jungle (The Unreleased Original Jamaican Version)»
- Bob Marley and The Wailers — «Pimper’s Paradise»
- Bob Marley and The Wailers — «Rat Race»
- Bob Marley and The Wailers — «Rebel Music (3 O’Clock Roadblock)»
- Bob Marley and The Wailers — «Satisfy My Soul»
- Bob Marley and The Wailers — «So Much Trouble in the World»
- Bob Marley and The Wailers and Damian Marley — «Stand Up Jamrock»
- Bob Marley and The Wailers — «Wake Up & Live (Parts 1 & 2)»

Резюме: Классика ямайской музыки от Боба Марли. Кроме самого Боба здесь есть работы двух его сыновей. Tuff Gong — это название музыкального лейбла, который основал Боб Марли на Ямайке в начале 70-х. Это выражение также было его прозвищем.

### Vladivostok FM
- DJ/Ведущий: Руслана (укр. Руслана Лижичко)
- Жанр: музыка восточноевропейских исполнителей

Трек-лист:
- Серёга — «Liberty City: The Invasion»
- Дельфин — «Рэп» *
- Баста — «Мама» *
- Ленинград — «Никого Не Жалко» *
- Кино — «Группа крови» *
- Серёга — «Кинг-Ринг» *
- Marakesh — «Ждать» *
- Звери — «Квартира» *
- Ранетки — «О тебе» *
- Олег Кваша — «Зеленоглазое такси (mix by Global Deejays)» *
- Глюк'oza — «Швайне» *
- Руслана — «Wild Dances (Ukrainian FM Version)» *
- Сплин — «Линия жизни» *

* — отмечены музыкальные композиции удалённые из игры из-за истёкшей лицензии
26 апреля 2018 года прошлые треки были заменены на новые композиции:
- Серёга — «Liberty City: The Invasion» (звучит в заставке первой миссии вместо «Швайне»)
- Серёга — «Чики»
- Серёга — «Добавь скорость»
- Серёга — «Mon ami (feat. Макс Лоренс)»
- Айвенго — «Репрезенты»
- Айвенго — «Underground Life»
- Киевэлектро — «Гуляй славяне(feat. Алёна Винницкая)»
- Женя Фокин — «Ночью»
- Riffmaster — «Riffmaster Tony»
- Riffmaster — «Бегу!»
- Delise — «Горячее лето»
- Алексей Большой — «Я ненавижу караоке»

Резюме: Радио для русскоязычных жителей Либерти-Сити (англ. Liberty City).

### WKTT: We Know The Truth
- Жанр: разговорное радио

Шоу-лист:
- Just or Unjust

Ведущий: Судья Грэйди, озвучивает Michael Leon Wooley.
- Richard Bastion Show

Ведущий: Ричард Бастион (англ. Richard Bastion)
- Fizz!

Ведущий: Jane Labrador (Melinda Wade), Marcel LeMuir (озвучен Fez Whatley), Jeffron James (озвучена Patrice O’Neal)
Резюме: УраПатриотичное американское разговорное радио для тех, кто ненавидит иммигрантов.

### PLR
- Полное название: Public Liberty Radio
- DJ/Ведущий: Сонни Фокс (англ. Sonny Fox)
- Жанр: разговорное радио

Шоу-лист:
- The Seance
- Pacemaker
- Intelligent Agenda

### Integrity 2.0
- DJ/Ведущий: Lazlow
- Жанр: разговорное радио

Резюме: радиостанция «поколения 2.0» (по аналогии с Веб 2.0), состоящая из одной передачи, в которой некогда популярный ведущий Лазло Джонс общается с людьми на улице, чтобы понять, чем живёт Либерти-Сити.

## Прочая музыка в игре

### Музыка в помещениях
- Rick James — Come Into My Life
- Rick Ross — Hustlin'
- Goldfrapp — Ooh La La
- Mystikal — Shake Ya Ass
- Niall Toner — A Real Real (Remix)
- Killian’s Angels — Celtic High Step

### Музыка в рекламе
- Murderdolls — «Dead in Hollywood» (Вступительный рифф рекламы на Liberty Rock Radio)
- Type O Negative — «I Don’t Wanna Be Me» (Открывающий рифф — фрибэк играющий на протяжении вступления на Liberty Rock Radio)
- Michael Jackson — «Another Part of Me» Играет на протяжении разговоров DJ на Vice City FM — актуально только для дополнений к игре — Grand Theft Auto IV: The Lost and Damned и Grand Theft Auto: The Ballad of Gay Tony.

### Рингтоны
Большинство рингтонов для мобильного телефона происходят из прошлых игр серии Grand Theft Auto. Рингтон Drive, например от 15 Ways (вымышленная музыкальная группа от создателей игры) — полная песня присутствует в игре Grand Theft Auto: Liberty City Stories. Рингтон «Пейджер» — является звонком пейджера из Grand Theft Auto III, который в свою очередь является заглавной музыкальной темой оригинальной игры Grand Theft Auto. Рингтон «Joyride» присутствует на радиостанции Lips 106 в Grand Theft Auto III.

### Главная тема игры
- Michael Hunter — «Soviet Connection — Заглавная тема игры Grand Theft Auto IV»

Несколько различных адаптаций этой песни используются в различных частях игры. Ремикс данной музыкальной композиции играет после запуска игры. Торжественная версия играет во время паузы в игре, а несколько различных коротких ремиксов играют после завершения игроком миссии. Ремикс также играет в течение последних 20 секунд режима мультиплеера. Короткая музыкальная тема присутствует также в грузовике мороженого.

## Издание на CD
На июль 2010 года Rockstar издало 3 официальных альбома с саундтреком из игры.

### Special Edition Soundtrack CD
Коллекционный альбом, включающий в себя некоторые из лучших музыкальных композиций присутствующих в игре. Альбом также доступен в цифровом формате через iTunes.
Трек-лист:
1. Michael Hunter — Soviet Connection (Theme from Grand Theft Auto IV)
2. Mobb Deep from H.N.I.C. Part 2 Sessions — Dirty New Yorker
3. The Rapture — No Sex for Ben
4. Munga — No Fraid A
5. Busta Rhymes — Where’s my Money
6. C.J. — I Want You
7. Joe Walsh — Rocky Mountain Way
8. Bob Marley & The Wailers and Damian Marley — Stand up Jamrock
9. Seryoga — Liberty City: The Invasion
10. Greenskeepers — Vagabond
11. Electric Funk — On a Journey
12. Qadir — Nickname
13. David Axelrod — Holy Thursday
14. Nas — War is Necessary
15. Fela Kuti — Zombie
16. Global Communication — Maiden Voyage

### The Evil Genius DJ Green Lantern: Liberty City Invasion
Музыкальный альбом с композициями DJ Green Lantern, присутствующими на внутри игровом радио 102.7 THE BEAT, а также дополнительные песни от Busta Rhymes, Styles P. Mavado, Clipse, Fabolous, Uncle Murda, Jim Jones, Juelz Santana, Joell Ortiz, Red Cafe, Fat Joe.
Альбом также доступен в цифровом формате через iTunes.
Трек-лист.
1. Intro
2. Styles P — What’s the Problem
3. Busta Rhymes — Where’s My Money
4. Wyclef. Uncle Murda and Mavado — Informer
5. Joell Ortiz and Dante Hawkins — Alone
6. Jim Jones and Juelz Santana — Bustin Shots
7. Maino — Getaway Driver
8. Uncle Murda — Anybody Can Get It
9. Fabolous & Fat Joe — I’m So Ry
10. Qadir — Nickname
11. Oipse feat Re-Up Gang — 9mm
12. 38 Special Fever & Dwayne — Streets Raised Me
13. Heltah Skettah feat Buckshot — Cant Trust Em
14. Red Cafe -Stick’m
15. Immortal Technique — Parole
16. Tru Life — Wet Em Up
17. Johnny Polygon — Price On Your Head

### Vladivostok FM
Музыкальный альбом с композициями, присутствующими на русскоязычном внутри игровом радио Vladivostok FM.
В альбом также было включено несколько песен, которые отсутствуют в самой игре.
Трек-лист:
1. Серега — Liberty City: The Invasion
2. Дельфин — «Рэп»
3. Баста — Мама
4. Ленинград — Никого не жалко
5. Кино — Группа крови
6. Серега — Кинг ринг
7. Marakesh — Ждать
8. Звери — Квартира
9. Ранетки — О тебе
10. Макс Лоренс — Схожу с ума *
11. Олег Кваша — Зеленоглазое такси (Club Remix)
12. Глюк'Oza — Швайне
13. Quest Pistols — Мама *
14. Руслана — Дикi танцi
15. Дыши — Взгляни на небо *
16. Серега — Liberty City: The Invasion (Инструментальная версия) *

* — помечены музыкальные композиции, которые отсутствуют в самой игре, но были добавлены в альбом